# Rajd Alpejski 1953

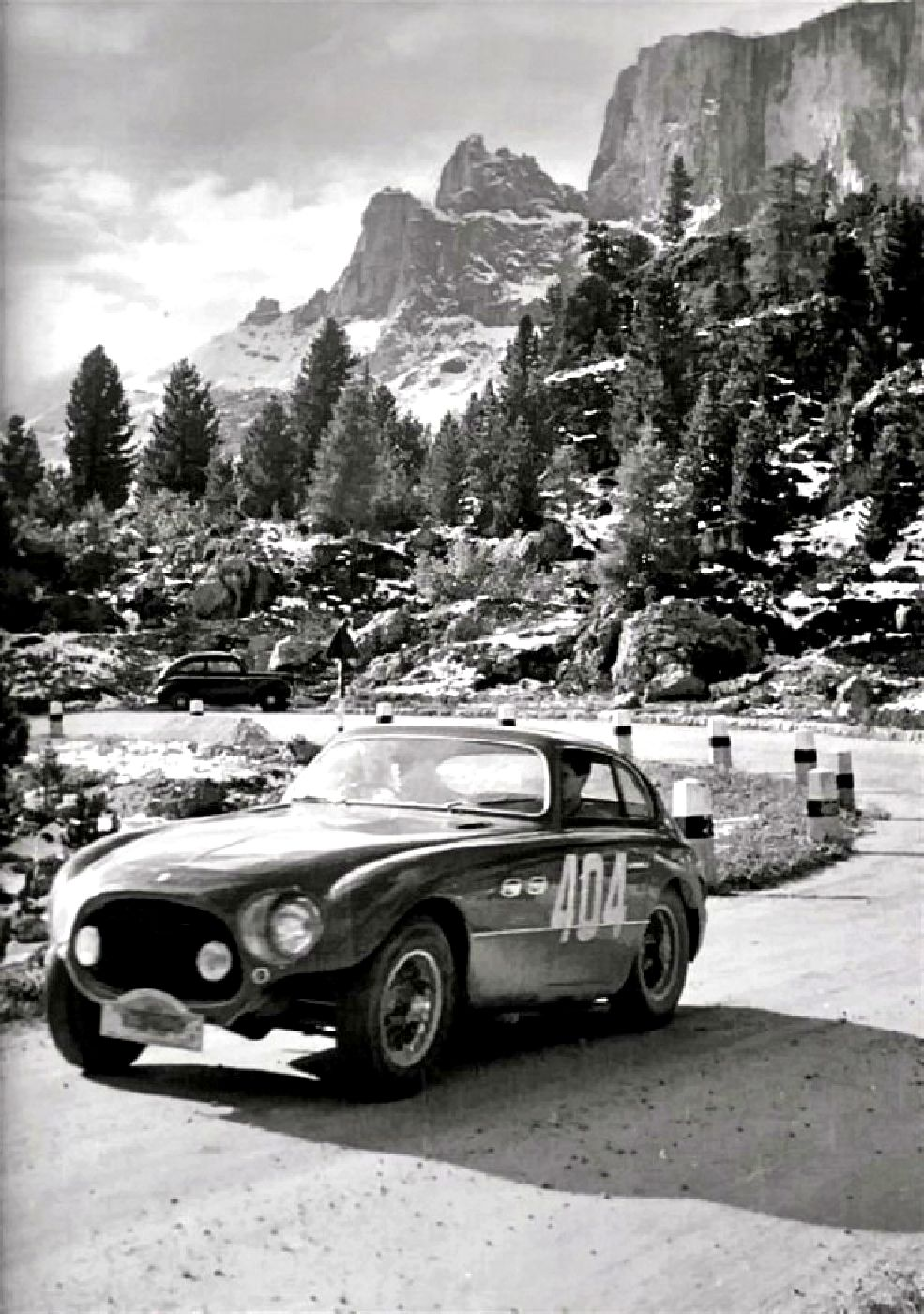
Jacques Herzet podczas 16. Rallye International des Alpes w roku 1953

Rajd Alpejski 1953 (16. Rallye International des Alpes) – 16. edycja rajdu samochodowego Rajd Alpejski rozgrywanego we Francji od 10 do 16 lipca 1953 roku. Była to siódma runda Rajdowych Mistrzostw Europy w roku 1953.

## Wyniki końcowe rajdu
| Miejsce                      | Kierowca                     | Pilot                        | Samochód                     | Punkty                       | Strata                       |                              |
| Klasyfikacja generalna i ERC | Klasyfikacja generalna i ERC | Klasyfikacja generalna i ERC | Klasyfikacja generalna i ERC | Klasyfikacja generalna i ERC | Klasyfikacja generalna i ERC | Klasyfikacja generalna i ERC |
| ---------------------------- | ---------------------------- | ---------------------------- | ---------------------------- | ---------------------------- | ---------------------------- | ---------------------------- |
| 1.                           | Helmut Polensky              | Walter Schlüter              | Porsche 356 1500             | -1600                        | –                            |                              |
| 2.                           | Rudolph Sauerwein            | Jag                          | Porsche 356 1500             | -1600                        |                              |                              |
| 3.                           | Jacques Herzet               | Lucien Bianchi               | Ferrari 166 MM               | -2000                        |                              |                              |
| 4.                           | Kurt Zeller                  | Hans Wencher                 | Porsche 356 1500             | -1600                        |                              |                              |
| 5.                           | Ian Appleyard                | Patricia Appleyard           | Jaguar XK120                 | +2600                        |                              |                              |
| 6.                           | Alexander von Falkenhausen   | Katharina von Falkenhausen   | Frazer Nash                  | -2000                        |                              |                              |
| 7.                           | Hans Leo von Hoesch          | B. von Hoesch                | Porsche 356                  | -1600                        |                              |                              |
| 8.                           | Ferdinando Gatta             | Cottino                      | Lancia Aurelia B20           | -2600                        |                              |                              |
| 9.                           | Giovanni Lurani Cernuschi    | Vittorio Di Sambuy           | Lancia Aurelia B20           | -2600                        |                              |                              |
| 10.                          | Charles Fraikin              | Olivier Gendebien            | Jaguar XK120                 | +2600                        |                              |                              |